# ST-Klasse (1969)
| Technische Daten (Überblick)                                    | Technische Daten (Überblick) |
| --------------------------------------------------------------- | --- |
| Goldenfels                                                      | |
| Steinfels                                                       | |
| Sternenfels                                                     | |
| Sturmfels                                                       | |
| ST-Klasse, Stückgut-Ausführung                                  | |
| Werft:                                                          | Lübecker Flender-Werke A. G., Lübeck-Siems |
| Vermessung:                                                     | 7.570 BRT / 4.673 NRT (10.670 BRT / 6.725 NRT) |
| Tragfähigkeit:                                                  | 11.716 tdw (14.329 tdw) |
| Länge über Alles:                                               | 153,27 m |
| Länge zwischen den Loten:                                       | 148,79 m |
| Breite:                                                         | 22,92 m |
| Seitenhöhe:                                                     | 13,52 m |
| Tiefgang:                                                       | 9,06 m (10,06 m) |
| Antrieb:                                                        | 1 × MAN K7Z 78/155 F Dieselmotor auf 1 × Festpropeller                                                                                                |
| Gesamtleistung:                                                 | 12.250 PS |
| Geschwindigkeit:                                                | 20,0 Knoten |
| Ladegeschirr:                                                   | 2 × 75 t Stülckenbäume 8 × 5–10 t Ladebäume 1 × 11 t LMG-Säulenkran 1 × 5 t LMG-Säulenkran 1 × 5 t LMG-Portalkran spätere Schiffe auch Liebherr-Kräne |
| Besatzung:                                                      | 53 |
| Passagiere:                                                     | 4 |
| ST-Klasse, Semicontainer-Ausführung                             | |
| Vermessung:                                                     | 7.470 BRT / 4.430 NRT (10.743 BRT / 6.868 NRT) |
| Tragfähigkeit:                                                  | 11.888 tdw (13.956 tdw) |
| Länge zwischen den Loten:                                       | 144,02 m |
| Tiefgang:                                                       | 9,01 m (10,01 m) |
| Geschwindigkeit:                                                | 19,2 Knoten |
| Ladegeschirr:                                                   | 2 × 75 t Stülckenbäume |
| Containerkapazität:                                             | 473 |
| ST-Klasse, Container-Ausführung                                 | |
| Vermessung:                                                     | 9.989 BRT / 6.756 NRT ab 1974: 12.042 BRT / 8.789 NRT (13.017 BRT / 9.081 NRT)                                                                        |
| Tragfähigkeit:                                                  | 11.911 tdw ab 1974: 15.005 tdw (18.909 tdw) |
| Länge über Alles:                                               | ab 1974: 174,94 m |
| Länge zwischen den Loten:                                       | ab 1974: 165,67 m |
| Tiefgang:                                                       | 8,75 m ab 1974: 8,61 m (9,85 m) |
| Gesamtleistung:                                                 | 13.300 PS |
| Geschwindigkeit:                                                | 20,0 Knoten |
| Ladegeschirr:                                                   | - |
| Containerkapazität:                                             | 700, ab 1974: 886 |
| Besatzung:                                                      | 39 |
| Passagiere:                                                     | - |
| Untere Tabellen nur abweichende Daten Freidecker (Schutzdecker) | |

Die ST-Klasse, auch Steinfels-Klasse oder Typ ST, war eine Schiffsklasse der Reederei DDG „Hansa“. Die Lübecker Flender-Werke bauten den Serienfrachtschiffstyp von 1969 bis 1972 in zehn Einheiten und drei Ausführungen.

## Geschichte

### Bauzeit
Die DDG „Hansa“ gab 1968 zunächst sechs Stückgutfrachter des ST-Typs in Auftrag und vergrößerte die Order dann um zwei Vollcontainervarianten des Typs auf acht Schiffe, um sie später um weitere zwei Stückgutschiffe zu erweitern. Erstes Schiff der Serie war die am 18. Februar 1970 übergebene Goldenfels mit der Baunummer 581. Die Goldenfels wurde ebenso, wie die darauf folgende Gutenfels noch während des Baus zu Semicontainerschiffen umkonstruiert. Es folgten vier reine Stückgutschiffe, zwei Vollcontainerschiffe und die zwei nachgeorderten Stückgutschiffe. Abschluss der Serie war die am 30. September 1972 als Ausbildungsschiff abgelieferte Sturmfels.

### Einsatzzeit

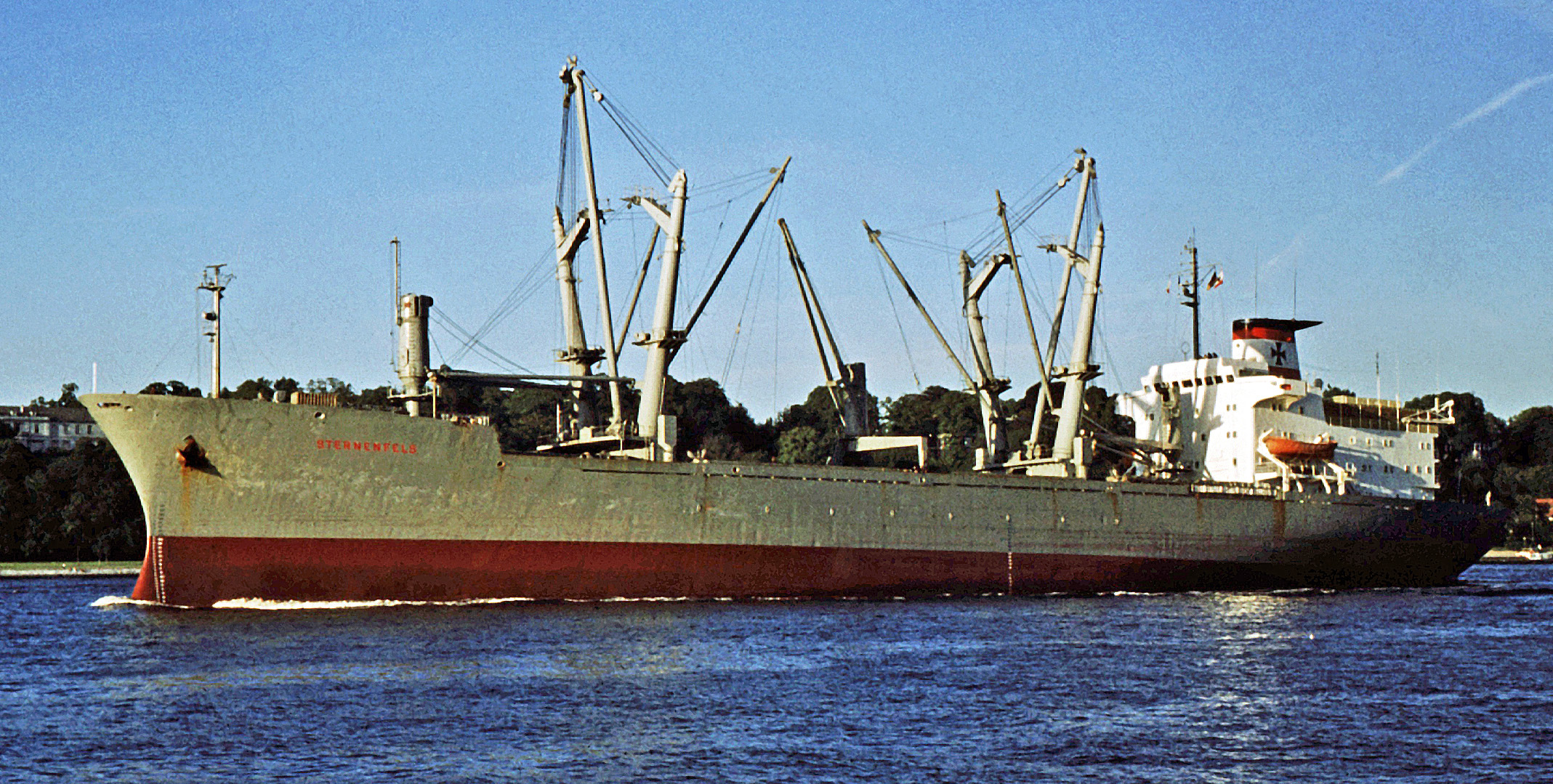
Sternenfels 1973 in Hamburg

Am 26. September 1969 kündigt die DDG „Hansa“ die Aufnahme eines vierzehntäglichen Containerdiensts von Marseille, Genua und Livorno nach New York und Boston an. Auf diesem Verkehr unterhielt die Reederei bereits einen Schnellfrachterliniendienst. Es werden zunächst die zwei Semicontainerschiffe, später auch die Vollcontainerschiffe in den Dienst eingebracht. Die sechs Stückgutschiffe setzte die DDG „Hansa“ in der Fahrt nach Indien, Pakistan, Ceylon, Burma und Häfen am Persischen Golf ein, Fahrtgebiete, in denen ein hoher Anteil an Schwergütern transportiert wurde und noch keine Containerisierung eingesetzt hatte.
Nach dem Zusammenbruch der DDG „Hansa“ werden alle Schiffe an verschiedene Reedereien, unter anderem an die Hapag-Lloyd und die Mediterranean Shipping Company verkauft. Letztere setzte die Schiffe außergewöhnlich lange, von 1980 bis 2010 ein.
Auffällig ist in dieser Serie, dass ein Schiff schon nach relativ kurzer, einige Einheiten nach verhältnismäßig normaler Verwendungszeit abgebrochen wurden, die Mehrzahl der Frachter aber überdurchschnittlich lange in Fahrt war. Das letzte aktive Schiff der Baureihe, die MSC Sariska (die ehemalige Geyerfels) wurde Mitte 2010 erst nach rund vier Jahrzehnten verschrottet.

## Technik und Unterschiede der verschiedenen Serien
Der Schiffsantrieb bestand aus einem umsteuerbaren Siebenzylinder-Zweitakt-Dieselmotor von MAN, der direkt auf den Festpropeller wirkte. Die Leistung des bei allen Schiffen verwendeten Motorenbaumusters wurde während der Serie um über 1000 PS erhöht.
Die fünf Laderäume der offenen Schiffe wurden ohne nennenswerten Unterstau konstruiert. Die Stückgut- und Semicontainervariante sind mit jeweils einem Zwischendeck und einem Mittellängsschott versehen, während die Containervariante einen für Containerstauung optimierten Laderaum ohne Zwischendeck und Mittellängschott aufweist. Die Luken der Semicontainer- und Stückgutschiffe wurden mit MacGregor-Lukendeckeln seefest verschlossen, die Containervariante wurde mit Pontonlukendeckeln versehen. Das Ladegeschirr der zuerst gebauten zwei Semicontainerschiffe bestand anfangs aus zwei Stülcken-Schwergutbäumen für jeweils 75 Tonnen, wurde aber bei einem 1974 erfolgten Umbau zum Stückgutfrachter durch vier 10-Tonnen-Ladebäume, sowie drei ASEA-Kräne mit fünf Tonnen Hebekapazität erweitert und so den anderen Stückgutschiffen der Serie angepasst. Bei den meisten der Stückgut- und Semicontainervarianten wurde das Schwergutgeschirr und die normalen Ladebäume in späteren Jahren wieder entfernt, um ihre Verwendbarkeit im Containerumschlag zu verbessern. Die beiden Vollcontainerschiffe besaßen um ein Deck höhere Aufbauten und erhielten keinerlei eigenes Umschlaggeschirr. Sie wurden Ende 1974/Anfang 1975 bei der AG Weser um eine 22 Meter lange Mittelschiffssektion verlängert, um ihre Containerkapazität zu steigern.
Das letzte Schiff aus dieser Serie, die Sturmfels, wurde für die Ausbildungsgemeinschaft der deutschen Reeder, den gemeinsamen Ausbildungspool von acht deutschen Reedereien, konzipiert und betrieben. Unter der Anleitung der an Bord fahrenden zusätzlichen Ausbilder konnten bis zu 50 Kadetten an Bord die 11. Klasse der Fachoberschule absolvieren. Zusammen mit der Stammbesatzung waren oft mehr als 100 Personen an Bord. Dazu wurde das Schiff mit einem, im Vergleich zu den Schwesterschiffen, größeren Deckshaus mit einem zusätzlichen Deck versehen, hinter dem sich ein etwa 20 × 20 Meter großes Sport- und Freizeitdeck befand.
Die Sturmfels wurde 1977 auf einer Jugendmarke der Deutschen Bundespost abgebildet.

## Die Schiffe

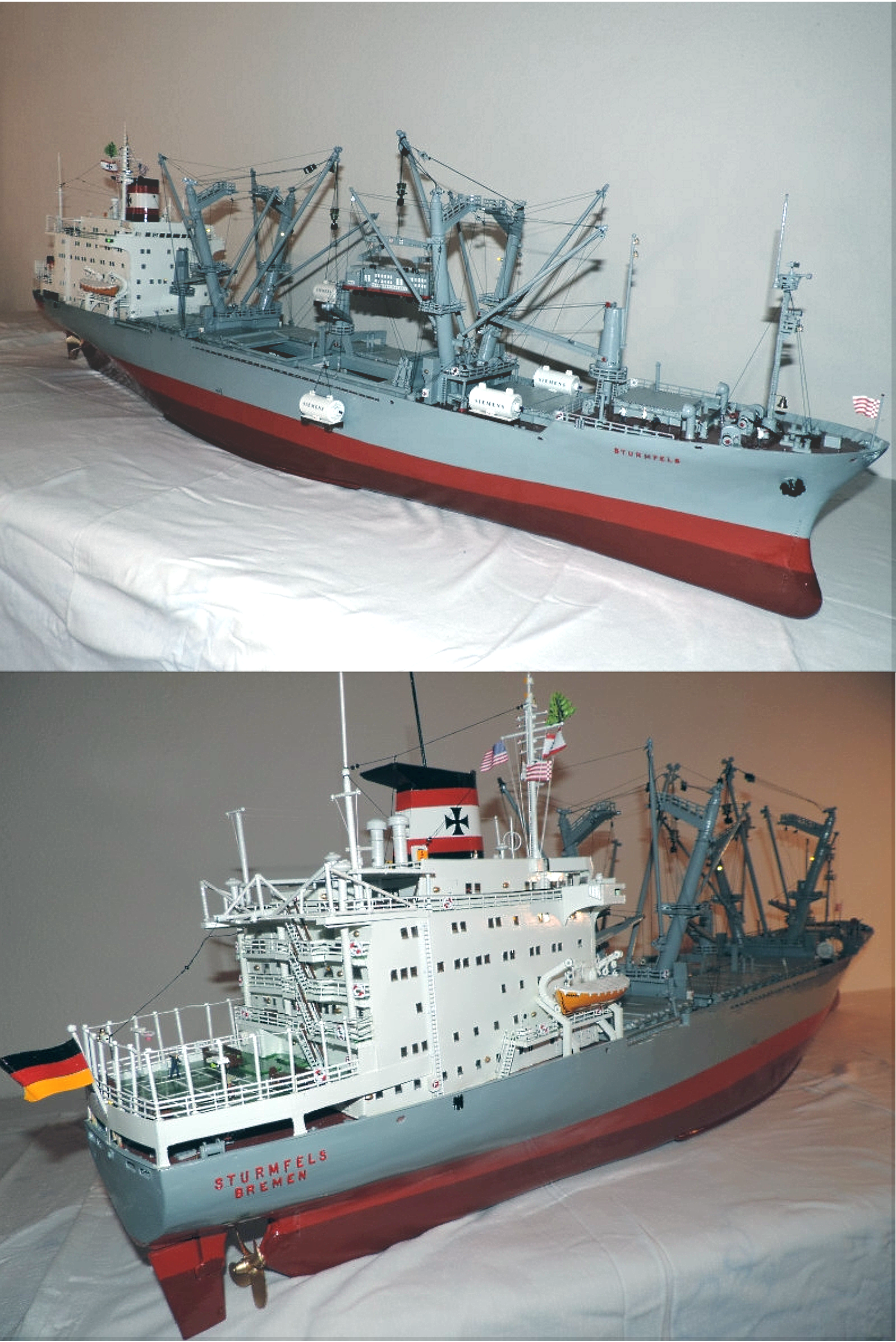
Modell des Ausbildungs- und Schwergutschiffs Sturmfels

| DDG „Hansa“ ST-Klasse | DDG „Hansa“ ST-Klasse | DDG „Hansa“ ST-Klasse | DDG „Hansa“ ST-Klasse | DDG „Hansa“ ST-Klasse                             | DDG „Hansa“ ST-Klasse |
| Ausführung            | Schiffsname           | Baunummer             | IMO- Nummer           | Kiellegung Stapellauf Indienststellung            | Umbenennungen und Verbleib |
| --------------------- | --------------------- | --------------------- | --------------------- | ------------------------------------------------- | --- |
| Semicontainerschiff   | Goldenfels            | 581                   | 7003453               | 16. Juni 1969 18. November 1969 28. Februar 1970  | 1972 Atlantica Montreal, 1976 Goldenfels, 1981 Torm America, 1983 Santa Clara, 1984 Tausala Samoa, 1990 Ninghai, 1991 MSC Ariane, ab 12. Dezember 2008 Abbruch in Alang                                                                  |
| Semicontainerschiff   | Gutenfels             | 582                   | 7008790               | 25. August 1969 15. Januar 1970 23. April 1970    | 1972 Atlantica New York, 1973 Gutenfels, 1974 zum Stückgutschiff umgebaut, 1980 Deneb, 1981 Torm Africa, 1983 Santa Monica, 1984 Tamaitai Samoa, 1991 MSC Valeria, 1996 zum Containerschiff umgebaut, 16. Dezember 2008 Abbruch in Alang |
| Stückgutschiff        | Steinfels             | 583                   | 7021455               | 24. November 1969 6. Juni 1970 27. August 1970    | 31. Juli 1997 Abbruch in Chittagong |
| Stückgutschiff        | Sternenfels           | 584                   | 7026522               | 9. Februar 1970 9. Juli 1970 23. Oktober 1970     | 18. Januar 2009 Abbruch in Alang |
| Stückgutschiff        | Stockenfels           | 585                   | 7038654               | 22. Juni 1970 26. November 1970 26. November 1970 | 24. November 2007 Abbruch in Alang |
| Stückgutschiff        | Stolzenfels           | 586                   | 7044093               | 22. August 1970 7. Januar 1971 8. April 1971      | 28. Februar 1987 Abbruch |
| Containerschiff       | Geyerfels             | 595                   | 7107780               | 30. November 1970 30. April 1971 22. Juli 1971    | Seatrain Bremen, Geyerfels, Seatrain Valley Forge, Atlantica Livorno, Geyerfels, Ruhr Express, Carmen, Passero, Carmen Mare, Ville de Zenith, Carmen Mare, Alexa, MSC Alexa, MSC Sariska, 31. Juli 2010 Abbruch in Mumbai                |
| Containerschiff       | Gruenfels             | 596                   | 7116810               | 1. Februar 1971 6. Juli 1971 7. Oktober 1971      | 3. August 2009 Abbruch in Alang |
| Stückgutschiff        | Strahlenfels          | 591                   | 7211397               | 29. November 1971 30. März 1972 29. Juni 1972     | 24. März 2000 Abbruch in Bombay |
| Stückgutschiff        | Sturmfels             | 592                   | 7214959               | 28. Januar 1972 18. Mai 1972 30. September 1972   | 26. Oktober 1996 Abbruch in Chittagong |